# WWE Legends of WrestleMania
WWE Legends of WrestleMania er et wrestlingspil som blev udviklet af Yuke's og Jakks Pacific og udgivet af THQ til Xbox 360 og PlayStation 3 i 2009. 

## Roster
Spillet består af 38 legender fra både 80'erne og 90'erne. Derudover kan wrestlerne fra WWE SmackDown vs. Raw 2009 importeres, så man i alt får 83 wrestlere. 
- Andre the Giant
- Animal
- Arn Anderson
- Bam Bam Bigelow
- Big Bossman
- Big John Studd
- Bret Hart
- British Bulldog
- Brutus Beefcake
- Dusty Rhodes
- Greg Valentine
- Jim Duggan
- Hawk
- Honky Tonk Man
- Hulk Hogan
- Hunter Hearst Helmsly
- Jake Roberts
- Jim Neidhart
- Jimmy Snuka
- Junk Yard Dog
- Kamala
- King Kong Bundy
- KoKo B. Ware
- Micheal P.S. Hayes
- Mr.Perfect
- Nikolai Volkoff
- Rick Rude
- Ric Flair
- Roddy Piper
- Sgt. Slaughter
- Shawn Micheals
- Stone Cold Steve Austin
- Ted Dibiase
- The Iron Sheik
- The Rock
- Ultimate Warrior
- Undertaker
- Yokuzuna